# アピニャ・サクジャロエンスク
アピニャ・サクジャロエンスク（Apinya Sakuljaroensuk、タイ語: อภิญญา สกุลเจริญสุข、1990年5月27日 - ）は、タイ王国の女優。

## キャリア
2007年にペンエーグ・ラッタナルアーン監督のPloyで映画デビューを果たす。この出演により2008年にアジア・フィルム・アワードの主演女優賞にノミネートされている。